# Глушкове (селище станції, Курська область)
Глушкове (рос. Глушково) — робітниче селище в Глушковському районі Курської області Російської Федерації.
Населення становить 4785 осіб. Входить до складу муніципального утворення селище Глушково.

## Історія
Населений пункт розташований на території українського етнічного та культурного краю Східна Слобожанщина.
Від 2004 року входить до складу муніципального утворення селище Глушково.

## Населення
| 1939  | 1959  | 1970  | 1979  | 1989  | 2002  | 2009  |
| ----- | ----- | ----- | ----- | ----- | ----- | ----- |
| 7082  | ↘5470 | ↗6039 | ↗6286 | ↗6413 | ↘5748 | ↘5027 |
| 2010  | 2012  | 2013  | 2014  | 2015  | 2016  | 2017  |
| ↗5349 | ↘5159 | ↘5021 | ↘4862 | ↘4781 | ↘4657 | ↘4544 |
| 2018  | 2019  | 2020  | 2021  |       |       |       |
| ↘4438 | ↘4256 | ↘4153 | ↗4785 |       |       |       |